# 鄉村西部舞

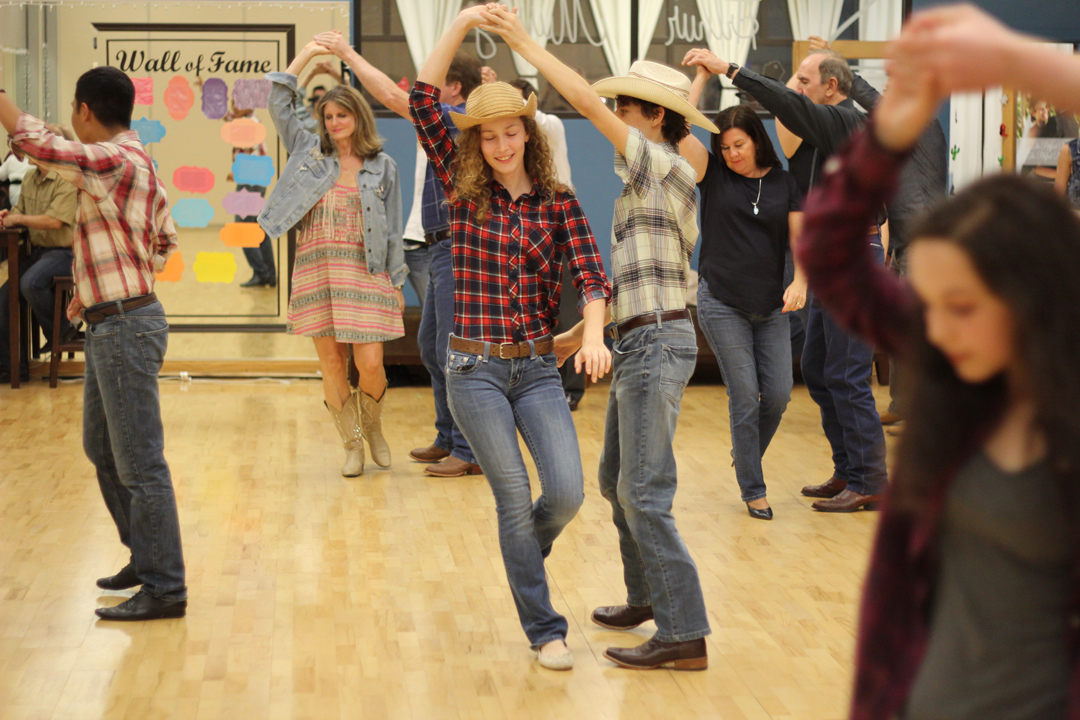
鄉村西部舞

鄉村西部舞是在美國中西部很普遍的雙人或團體社交舞。鄉村西部舞有很多種，團體的是以排舞（Line Dance）和方塊舞（Square Dance）為主。雙人的有鄉村兩步（Country Two-Step）、鄉村華爾滋等。